# スロー ソングス
『スロー ソングス』は2003年11月26日に発売された稲垣潤一12枚目のベスト・アルバム。

## 解説
3作目のバラード・ベスト・アルバム。
新曲「呆れちゃうよ」、大ヒット曲「クリスマスキャロルの頃には」を収録。

## 収録曲
1. 呆れちゃうよ
  - 作詞：富岡ヴイ　作曲：Jean-Paul "Bluey" Maunick & Gary Sanctuary　編曲：西脇辰弥
2. 誰がために・・・
3. ロング・バージョン
4. P.S.抱きしめたい
5. Everyday's Valentine－想い焦がれて－
6. Congratulations
7. 夏のクラクション
8. Impossibility
9. LONG AFTER MID-NIGHT
10. Memories
11. 悲しみは優しすぎて
12. 最後のLOVE LETTER
13. 君に出会ってから
14. メリークリスマスが言えない
15. クリスマスキャロルの頃には